# Clémence Bretécher
Pour les articles homonymes, voir Bretécher.
Clémence Bretécher, née le 24 novembre 1984 aux Lilas (Seine-Saint-Denis), est une actrice française. Elle est la nièce de la dessinatrice Claire Bretécher.

## Biographie
Clémence Bretécher commence le théâtre à 11 ans au conservatoire de Rueil-Malmaison. Une fois le bac en poche, elle continue sa formation aux Ateliers du Sudden avec Raymond Acquaviva.
En 2006, elle obtient un rôle dans La Fille coupée en deux de Claude Chabrol, où elle interprète la sœur de Benoît Magimel.
En 2008, elle décroche un premier rôle dans le téléfilm Jamais 2 sans 3 aux côtés d’Édouard Montoute et de Bruno Madinier, et enchaîne immédiatement avec le tournage de la série Paris 16e dans laquelle elle interprète le rôle d’Hermione de Saint-Faye.
En 2013, elle interprète Margaux dans la série Ma Meuf.

## Filmographie

### Cinéma
- 2006 : La Fille coupée en deux de Claude Chabrol - Joséphine Gaudens
- 2009 : Une affaire d'État de Éric Valette - Jeune fille Bornand
- 2015 : Chic !  de Jérôme Cornuau - La standardiste 1
- 2017 : Le Serpent aux mille coupures de Eric Valette - Saskia Jones
- 2022 : En roue libre de Didier Barcelo - La femme du Cap Ferret
- 2023 : Poisson Rouge  de Hugo Bachelet Clément Vallos et Matthieu Yakovleff -  Mathilde
- 2024 : 14 jours pour aller mieux de Édouard Pluvieux
- 2024 : L'Heureuse Élue de Frank Bellocq - Sidonie

### Télévision
- 2007 : Heidi[réf. souhaitée]
- 2007 : Julie Lescaut  - épisode « Julie à Paris » (série télévisée) - Fille voiture volée
- 2008 : MSS : Mission secrète et sportive  (mini-série télévisée) - Agent Sandra
- 2008 : Jamais 2 sans 3, téléfilm réalisé par Éric Summer - Melissa Bernard
- 2008 : Sœur Thérèse.com  - épisode « Gros lot » (série télévisée) - Sœur Françoise
- 2008 : Paris 16e  - 80 épisodes (série télévisée)  - Hermione Saint-Faye
- 2011 : Joséphine, ange gardien  - épisode « Yasmina » (série télévisée)  - Justine Villeroy
- 2010-2013 : Maison close - 16 épisodes  (série télévisée)  -  Valentine
- 2013 : Ma meuf - 60 épisodes (série télévisée)  - Margaux
- 2014 : Les tourtereaux divorcent, téléfilm réalisé par Vincenzo Marano - Aurélie
- 2015-2016 : Scènes de ménages - Aude
- 2015 : La Loove, websérie réalisée par Clément Vallos
- 2016 : Commissaire Magellan - épisode « Magellan/Mongeville » (série télévisée) - Laurène
- 2016 : Mathema, magazine sur les mathématiques sur Science & Vie TV - Pénélope[2]
- 2017 : Camping paradis - Mila[3]
- 2019 : Dérapages - Stéphanie, une avocate
- 2020 : Alice Nevers  - épisode « Dilemme » (série télévisée)  - Adèle Morvan
- 2021 - 2022  : Demain nous appartient (série télévisée)  - Estelle Lefevre
- 2025 : Le Nounou, épisode Le Mariage - Lisa

## Théâtre
- 2004 : Nationale 666 - Louise